# Koszmosz–98
A Koszmosz–98 (DS-U2-V) (oroszul: Космос 98) a szovjet Koszmosz műhold-sorozat tagja. Az első generációs Zenyit–2 felderítő műhold 31. példánya.

## Küldetés
Katonai felderítő műhold, feladata a Föld meghatározott térségeinek megfigyelése, katonai célú adatgyűjtés. Polgári célja az emberes űrrepülés elősegítése. Az exponált filmeket egy fémkapszulában, ejtőernyővel kívánta visszajuttatni a Földre.

## Jellemzői
Az OKB–1 tervezőirodában kifejlesztett és építését felügyelő műhold. A Zenyit–2 ember szállítására fejlesztett űreszköz, hasznos terében helyezték el a műszereket.
1965. november 27-én a Bajkonuri űrrepülőtér indítóállomásról Vosztok–2 (8А92) típusú hordozórakétával juttatták Föld körüli pályára. Az orbitális egység pályája 92 perces, 65 fokos hajlásszögű, elliptikus pálya-perigeuma 205 kilométer, apogeuma 547 kilométer volt. Hasznos tömege 4730 kilogramm. A sorozat felépítését, szerkezetét, alapvető fedélzeti rendszereit tekintve egységesített, szabványosított tudományos-kutató űreszköz. Áramforrása kémiai akkumulátor, szolgálati ideje maximum 12 nap.
A Koszmosz–78 programját folytatta. A Föld felső atmoszférájának sűrűsége befolyásolja az alacsony Föld körüli pályán (LEO) keringő műholdak élettartamát. A fedélzeten elhelyezett rádióadó által sugárzott jelek fáziskülönbségének méréséből következtetéseket lehet levonni az ionoszféra szerkezetéről. Az éjszakai ionoszféra F-rétege magasságbeli és kiterjedésbeli inhomogenitásainak mérése a 20 MHz-es fedélzeti adó jeleinek fluktuációváltozásaiból történt. Kamerái SZA-10 (0,2 méter felbontású), SZA-20 (1 méter felbontású) típusú eszközök voltak.
1965. december 5-én 8 napos szolgálati idő után, földi parancsra belépett a légkörbe és hagyományos módon – ejtőernyős leereszkedés – visszatért a Földre.